# El Atazar
El Atazar és un municipi de la Comunitat de Madrid.

## Història
Abans el nom del poble era "Latazar", és possible que El Atazar s'hagi format en un campament d'origen àrab, en el segle xii. En el terme va ser trobada una de les torres de guaita de la xarxa de talaies de la marca mitjana antemural. En l'any 1083 va ser reconquistat Buitrago del Lozoya, i 13 anys després Alfons VI de Castella també El Atazar, que segurament fossin tan sols cabanyes. En 1368 va passar a formar part del senyoriu de Buitrago, i en 1490 es va alçar amb el títol de vila, gràcies a Íñigo López de Mendoza, pel que sembla va aconseguir el títol de vila perquè es trobava lluny i aïllada.
En el segle xvii El Atazar va prosperar molt, va arribar els 212 habitants, la seva major xifra. Es vivia de l'agricultura i ramaderia bàsicament, i desgraciadament a mitjan segle xx, la major part de la població va abandonar El Atazar, després de la guerra civil, encara que en els últims anys el turisme de naturalesa ha atret milers de turistes, els caps de setmana o vacances, i ha recuperat nous veïns, entre ells alguns joves que eren originaris d'aquest municipi. Ja en l'any 1833, igual que moltíssims altres pobles, va passar a formar part de la província de Madrid, ja que abans formava part de la província de Guadalajara. Es diu que fa segles havia 2 assentaments avui desapareguts, La Venta de la Paradilla i Santa María de la Encina.